# São Sebastião (Rio Maior)
São Sebastião ist eine Gemeinde (Freguesia) im portugiesischen Kreis Rio Maior. In ihr leben 462 Einwohner (Stand 19. April 2021).